# 日本薬理学会
公益社団法人日本薬理学会（にほんやくりがっかい、英名 The Japanese Pharmacological Society）は、薬理学の進歩を図るため1927年に設立された学会（1994年より公益法人）。
事務所を東京都文京区弥生2-4-16に置いている。

## 事業
- 学術集会・講演会等の開催、学会誌等刊行物の刊行、研究の奨励・研究業績の表彰、 薬理学に関する研究・調査、国内外の関連学術団体との連絡及び協力など[1]

## 歴史
- 1890年（明治23年）- 4月に1週間にわたり第1回日本医学会が開催。薬物学分野から猪子吉人が「菌類中毒説」を、また高橋順太郎が「薬物学研究ノ方針」を講演。この会の準備には帝国大学医科大学薬物学教室教授高橋順太郎が五十数名の「招聘員」の一人として参画した。
- 1893年（明治26年）- 第2回日本医学会が開催
- 1902 年（明治35年）- 新たに日本連合医学会が創立され、16部構成の第4部に「薬物学、薬学」が参加して第1回日本連合医学会が開催
- 1906年（明治39年）- 第2回日本聯合医学会では、薬物学は生理学、医化学とともに第2分科会を構成したが、第2分科の学術集会は開催されなかった。
- 1910年（明治43年）- 大阪で第3回日本医学会が開催。連合形式を廃止し一学会となった。第2分科会で、実質的には初めて薬理学の研究発表がなされたと言われている。
- 1914年（大正3年）- 第4回日本医学会で、高橋順太郎が第2分科会長を務めた。
- 1920年（大正9年）-  薬理学会の独立を提案したと言われている薬理学博士の高橋順太郎が急逝。
- 1922年（大正11年）- 第6回日本医学会では、京都帝国大学医学部薬物学講座教授森島庫太が第2分科会長を務めた。

- 1926年（昭和元年）- 第7回は分科会が独立し、分科会長は東京帝国大学薬物学第二講座教授林春雄で、演題数34題であった。ここで単独の分科会が第4部として開催され、そこで日本薬理学会の設立が決定された。大学及び医学専門学校の薬物学講座を単位とすること、各講座主任が評議員となり、回りもちで会長を務め毎年1回学術集会を開くことを決め、全国の29講座が参加した。
- 1927年（昭和2年） - 林春雄を初代会長として組織が設立[注釈 1]。
- 1941年（昭和16年） - 日本薬物学雑誌（Folia pharmacologica japonica）を機関誌として発行。
- 1994年（平成6年）- 社団法人化
- 2012年（平成24年） - 内閣府所管の公益社団法人化

## 機関誌
- 『日本薬理学雑誌』（和文、年12回）
- 『Journal of Pharmacological Sciences』（英文、年13回）

## 歴代年会長
| 回次 | 年月等     | 氏名 | 氏名       | 所属                   |
| ---- | ---------- | ---- | ---------- | ---------------------- |
| 1    | 1927年4月  |      | 林春雄     | 東京大学医学部         |
| 2    | 1928年4月  |      | 森島庫太   | 京都大学医学部         |
| 3    | 1929年7月  |      | 三輪誠     | 北海道大学医学部       |
| 4    | 1930年4月  |      | 長崎仙太郎 | 大阪大学医学部         |
| 5    | 1931年4月  |      | 八木精一   | 東北大学医学部         |
| 6    | 1932年9月  |      | 大沢勝     | 京城大学医学部         |
| 7    | 1933年4月  |      | 林亥之助   | 名古屋大学医学部       |
| 8    | 1934年4月  |      | 田村憲造   | 東京大学医学部         |
| 9    | 1935年4月  |      | 福田得志   | 九州大学医学部         |
| 10   | 1936年4月  |      | 奥島貫一郎 | 岡山大学医学部         |
| 11   | 1937年4月  |      | 石坂伸吉   | 金沢大学医学部         |
| 12   | 1938年4月  |      | 尾崎良純   | 京都大学医学部         |
| 13   | 1939年10月 |      | 杜聡明     | 台湾大学医学部         |
| 14   | 1940年5月  |      | 木原玉汝   | 新潟大学医学部         |
| 15   | 1941年3月  |      | 寺坂源雄   | 長崎大学医学部         |
| 16   | 1942年3月  |      | 阿部勝馬   | 慶應義塾大学医学部     |
| 17   | 1943年10月 |      | 真崎健夫   | 北海道大学医学部       |
| 18   | 1944年誌上 |      | 荻生規矩夫 | 京都大学医学部         |
| 19   | 1945年誌上 |      | 荻生規矩夫 | 京都大学医学部         |
| 20   | 1946年4月  |      | 岡川正之   | 大阪大学医学部         |
| 21   | 1947年4月  |      | 藤井猪十郎 | 京都府立医科大学       |
| 22   | 1948年4月  |      | 西村菊次郎 | 日本医科大学           |
| 23   | 1949年5月  |      | 松田勝一   | 新潟大学医学部         |
| 24   | 1950年4月  |      | 小林芳人   | 東京大学医学部         |
| 25   | 1951年5月  |      | 尾崎正道   | 熊本大学医学部         |
| 26   | 1952年4月  |      | 原三郎     | 東京医科大学           |
| 27   | 1953年4月  |      | 小林龍男   | 千葉大学医学部         |
| 28   | 1954年4月  |      | 荻生規矩夫 | 京都大学医学部         |
| 29   | 1955年4月  |      | 神田善吾   | 名古屋大学医学部       |
| 30   | 1956年4月  |      | 宮崎三郎   | 日本大学医学部         |
| 31   | 1957年3月  |      | 貫文三郎   | 九州大学医学部         |
| 32   | 1958年3月  |      | 熊谷洋     | 東京大学医学部         |
| 33   | 1959年5月  |      | 杉原徳行   | 岐阜大学医学部         |
| 34   | 1960年7月  |      | 田辺恒義   | 北海道大学医学部       |
| 35   | 1961年4月  |      | 岡田正弘   | 東京医科歯科大学医学部 |
| 36   | 1962年4月  |      | 今泉礼治   | 大阪大学医学部         |
| 37   | 1963年4月  |      | 中沢与四郎 | 長崎大学医学部         |
| 38   | 1964年4月  |      | 岡本肇     | 金沢大学医学部         |
| 39   | 1965年4月  |      | 山田肇     | 京都大学医学部         |
| 40   | 1966年4月  |      | 久田四郎   | 名古屋市立大学医学部   |
| 41   | 1967年4月  |      | 山崎英正   | 岡山大学医学部         |
| 42   | 1968年3月  |      | 中尾健     | 東京慈恵会医科大学     |
| 43   | 1969年12月 |      | 上田重郎   | 大阪市立大学医学部     |
| 44   | 1970年4月  |      | 細谷英吉   | 慶應義塾大学医学部     |
| 45   | 1971年4月  |      | 橋本虎六   | 東北大学医学部         |
| 46   | 1972年4月  |      | 田中正三   | 熊本大学医学部         |
| 47   | 1973年4月  |      | 角尾滋     | 昭和大学医学部         |
| 48   | 1974年4月  |      | 松本博     | 神戸大学医学部         |
| 49   | 1975年3月  |      | 山本巌     | 大阪大学歯学部         |
| 50   | 1976年3月  |      | 酒井文徳   | 東京大学医学部         |
| 51   | 1977年3月  |      | 小澤光     | 東北大学薬学部         |
| 52   | 1978年3月  |      | 斎藤章二   | 日本大学医学部         |
| 53   | 1979年3月  |      | 藤村一     | 岐阜大学医学部         |
| 54   | 1980年3月  |      | 植木昭和   | 九州大学薬学部         |
| 55   | 1981年3月  |      | 上條一也   | 昭和大学医学部         |
| 56   | 1982年3月  |      | 吉田博     | 大阪大学医学部         |
| 57   | 1983年3月  |      | 藤原元始   | 京都大学医学部         |
| 58   | 1984年3月  |      | 松葉三千夫 | 東京慈恵会医科大学     |
| 59   | 1985年4月  |      | 今井昭一   | 新潟大学医学部         |
| 60   | 1986年3月  |      | 萩原彌四郎 | 千葉大学医学部         |
| 61   | 1987年3月  |      | 古川達雄   | 福岡大学医学部         |
| 62   | 1988年3月  |      | 高折修二   | 京都大学医学部         |
| 63   | 1989年3月  |      | 渋谷健     | 東京医科大学           |
| 64   | 1990年3月  |      | 岩田平太郎 | 大阪大学薬学部         |
| 65   | 1991年3月  |      | 平則夫     | 東北大学医学部         |
| 66   | 1992年3月  |      | 加藤隆一   | 慶應義塾大学医学部     |
| 67   | 1993年3月  |      | 栗山欣彌   | 京都府立医科大学       |
| 68   | 1994年3月  |      | 日高弘義   | 名古屋大学医学部       |
| 69   | 1995年3月  |      | 金戸洋     | 長崎大学薬学部         |
| 70   | 1996年3月  |      | 高柳一成   | 東邦大学薬学部         |
| 71   | 1997年3月  |      | 戸田昇     | 滋賀医科大学           |
| 72   | 1998年3月  |      | 菅野盛夫   | 北海道大学･院･医       |
| 73   | 1999年3月  |      | 長尾拓     | 東京大学･院･薬         |
| 74   | 2000年3月  |      | 岡哲雄     | 東海大学医学部         |
| 75   | 2001年3月  |      | 宮田健     | 熊本大学･院･医薬       |
| 76   | 2002年3月  |      | 伊東祐之   | 九州大学･院･医         |
| 77   | 2003年3月  |      | 三木直正   | 大阪大学･院･医         |
| 78   | 2004年3月  |      | 遠藤政夫   | 山形大学医学部         |
| 79   | 2005年3月  |      | 三品昌美   | 東京大学･院･医         |